# Fausta Garavini
Fausta  Garavini (Bolonia, 1938) es una escritora, traductora y académica italiana. 
Estudió literatura francesa y occitana siendo alumna de Gianfranco Contini en la Universidad de Florencia Ha enseñado más tarde literatura francesa en esa universidad. 
En el curso de su investigación para su tesis (L'Empèri dóu Soulèu. La razón dialectal en France d'oc) conoce a Robert Lafont, una persona polifacética, escritor y ensayista francés que se convertirá en su compañero de vida.
Conocía y colaboraba con Anna Banti, desde 1964]] trabaja para la revista "Paragone" y entra en el equipo editorial en 1972. Publica ensayos y relatos en otras revistas, como "Nuovi Argomenti", "Revue d'histoire littéraire de la France" y "Littérature". Las obras que no trataban de no-ficción ni de la literatura occitana moderna se centran en el estudio de la ficción y la novela en la literatura francesa; editó una famosa y prestigiosa traducción al italiano moderno de los Ensayos de Montaigne; en 1990, con el libro París y provincia, Premio Nacional de Literatura Pisa. Por su actividad crítica, fue doctor honoris gracias a la Universidad de Reims y la Universidad de Montpellier.
Como narradora ganó el Premio Mondello al mejor primer trabajo en 1979 con Gli occhi dei pavoni. Fue finalista en el Premio Viareggio con Diletta Costanza y en el Premio Viareggio y en el Premio Bagutta con En nombre del Emperador. Obtuvo el Premio Vittorini por el Diario de las soledades. Con Storie di donne, fue finalista en Bagutta y ganó el Premio Cocito-Montà d'Alba. Su novela Le vite di Monsù Desiderio ganó el Premio Selezione Campiello en 2014 y el Premio Manzoni. En 2014, Fausta Garavini también obtuvo el Premio Tarquinia Cardarelli por la historia de la literatura y la filología. Algunos de sus libros han sido traducidos al francés.

## Obra

### Ensayos
- L'empèri dóu soulèu: La ragione dialettale nella Francia d'oc (Ricciardi, 1967)
- La letteratura occitanica moderna (Sansoni, 1970)
- I sette colori del romanzo. Saggio sulla narrativa di Robert Brasillach (Bulzoni, 1973)
- Il paese delle finzioni. Saggi sulla narrativa francese fra Sei e Settecento (Pacini, 1978)
- La casa dei giochi: idee e forme nel Seicento francese (Einaudi, 1980)
- Itinerari a Montaigne (Sansoni, 1983)
- Parigi e provincia: scene della letteratura francese (Bollati Boringhieri, 1990)
- Mostri e chimere. Montaigne, il testo e il fantasma (Il Mulino, 1991)
- Controfigure d'autore: scritture autobiografiche nella letteratura francese (Il Mulino, 1993)
- "Carrefour Montaigne (ETS/Slatkine, 1994)

### Novelas
- Gli occhi dei pavoni (Vallecchi, 1979)
- Diletta Costanza (Marsilio, 1996)
- Uffizio delle tenebre (Marsilio, 1998)
- In nome dell'imperatore (Cierre, 2008)
- Diario delle solitudini (Bompiani, 2011)
- Storie di donne (Bompiani, 2012)

## Premios
- Premio Mondello, 1979 con Gli occhi dei pavoni[2]
- Premio Vittorini, 2011
- Finalista: Premio Viareggio, Premio Bagutta